# Pigrizia
(Ralph Waldo Emerson)

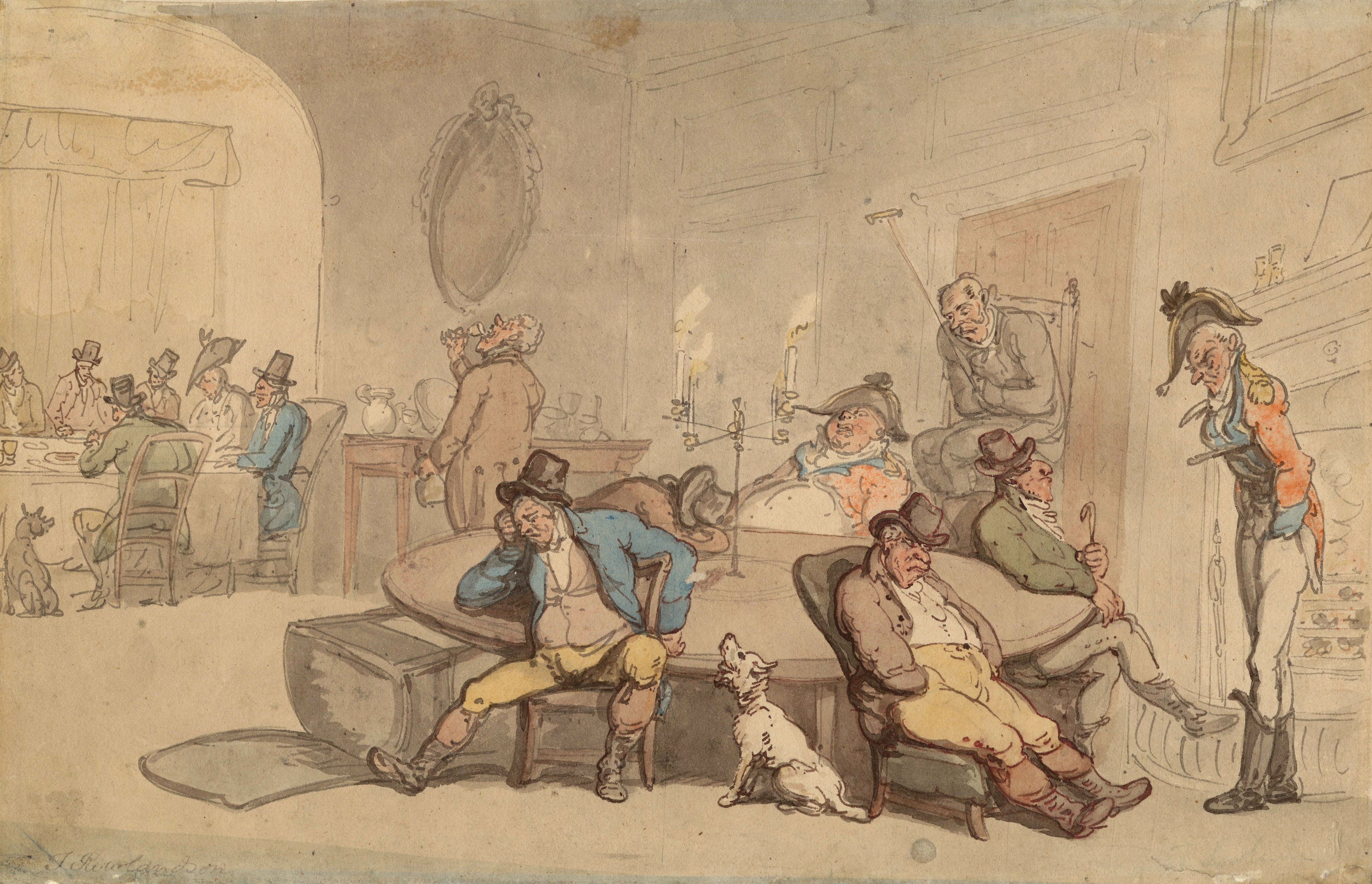
Scene in club lounge, di Thomas Rowlandson

La pigrizia è la mancanza di determinazione nel compiere un'azione di cui si riconosce l'importanza. 

Per traslato la parola definisce anche la lentezza di alcuni oggetti o animali.
Secondo la catechesi della Chiesa cattolica, la perseveranza di tale atteggiamento costituisce uno dei sette vizi capitali con il nome di accidia.
Nel campo giuridico, pigrizia può essere causa di negligenza (concetto opposto a quello di diligenza), cioè di trascuratezza e disinteresse nello svolgere una qualsivoglia attività, che per la sua esecuzione approssimativa e raffazzonata può causare danni talora anche con risvolti penalistici.